# Centrodora
Centrodora är ett släkte av steklar som beskrevs av Förster 1878. Centrodora ingår i familjen växtlussteklar.

## Dottertaxa tillCentrodora, i alfabetisk ordning[1][2]
- Centrodora acridiphagus
- Centrodora amoena
- Centrodora australiensis
- Centrodora azizi
- Centrodora bifasciata
- Centrodora brevifuniculata
- Centrodora cercopiphagus
- Centrodora cicadae
- Centrodora citri
- Centrodora crocata
- Centrodora damoni
- Centrodora darwini
- Centrodora dorsati
- Centrodora flava
- Centrodora fuscipennis
- Centrodora gerundensis
- Centrodora ghorpadei
- Centrodora giraulti
- Centrodora grotiusi
- Centrodora haeckeli
- Centrodora homopterae
- Centrodora inconspicua
- Centrodora liebermanni
- Centrodora lineascapa
- Centrodora livens
- Centrodora locustarum
- Centrodora maxima
- Centrodora merceti
- Centrodora miltoni
- Centrodora mireyae
- Centrodora oophaga
- Centrodora orchelimumis
- Centrodora orthopterae
- Centrodora penthimiae
- Centrodora perkinsi
- Centrodora scolypopae
- Centrodora speciosissima
- Centrodora terrigena
- Centrodora tibialis
- Centrodora tomaspidis
- Centrodora xiphidii